# Murdoc
Murdoc is een personage uit de Amerikaanse actieserie MacGyver. Murdoc is een huurmoordenaar in dienst van Homicide International Trust (H.I.T). Murdoc is nooit ingehuurd om Angus MacGyver te elimineren, maar omdat MacGyver hem continu dwarszit maakt hij er een persoonlijke vete van. Hierdoor is hij de aartsvijand van MacGyver.

## Biografie
Murdoc is een begaafd pianist, een meester in vermomming en een creatieve onfeilbare huurmoordenaar. Hij maakt veelvuldig gebruik van goed doordachte boobytraps en, voor huurmoordenaars, ongebruikelijke wapens als vlammenwerpers, bazookas en dynamiet. Zijn modus operandi is om het slachtoffer te fotograferen op het moment van overlijden. Murdoc kwam voor het eerst in aanraking met MacGyver in 1980 nadat hij werd achtervolgd door Peter Thornton die hij vervolgens uit de weg wil ruimen. MacGyver voorkomt dat dat lukt en brengt daarbij, naar het lijkt, Murdoc om het leven. MacGyver wordt vervolgens door Thornton over gehaald om bij DXS te komen werken. Murdoc overleeft het echter en maakt het zijn persoonlijke missie om MacGyver uit te schakelen. Al zijn pogingen mislukken echter, en telkens lijkt het na een poging dat Murdoc omgekomen is om vervolgens later weer op te duiken. Eenmalig moet Murdoc samenwerken met MacGyver nadat zijn zus gegijzeld wordt door zijn opdrachtgevers. Tijdens de samenwerking wordt duidelijk dat Murdoc lijdt aan ophidiofobie.

## Optredens
- 9 afleveringen van MacGyver:
  - Seizoen 2, aflevering 18 - "Partners".
  - Seizoen 3, aflevering 8 - "The Widowmaker".
  - Seizoen 4, aflevering 9 - "Cleo Rocks".
  - Seizoen 4, aflevering 19 - "Unfinished Business". (Alleen flashbacks)
  - Seizoen 5, aflevering 6 - "Halloween Knights".
  - Seizoen 5, aflevering 12 - "Serenity".
  - Seizoen 6, aflevering 19 - "Strictly Business".
  - Seizoen 6, aflevering 21 - "Hind-Sight" (Alleen flashbacks)
  - Seizoen 7, aflevering 3 - "Obsessed"